# Liste der Kulturdenkmale in Neukirch (bei Königsbrück)
In der Liste der Kulturdenkmale in Neukirch sind die Kulturdenkmale der sächsischen Gemeinde Neukirch verzeichnet, die bis Juli 2017 vom Landesamt für Denkmalpflege Sachsen erfasst wurden (ohne archäologische Kulturdenkmale). Die Anmerkungen sind zu beachten.
Diese Liste ist eine Teilliste der Liste der Kulturdenkmale im Landkreis Bautzen.

## Neukirch
| Bild           | Bezeichnung                                                             | Lage                                        | Datierung                              | Beschreibung | ID       |
| -------------- | ----------------------------------------------------------------------- | ------------------------------------------- | -------------------------------------- | --- | -------- |
| Weitere Bilder | Gasthof mit angebautem Tanzsaal                                         | Kamenzer Straße 2 (Karte)                   | Um 1850 (Gasthof); um 1900 (Saal)      | Breitgelagerter Putzbau mit hohem Krüppelwalmdach, baugeschichtlich, ortsgeschichtlich und ortsbildprägend von Bedeutung, abgeschrägte Ecke. Tanzsaal: Rundbogenfenster mit Schlussstein, Fensterbänke, Gesimse trennen die Geschosse, Drempel, kannelierte Lisenen. | 09253378 |
| Weitere Bilder | Evangelische Pfarrkirche mit Kirchhof, Einfriedungsmauer und Torpfeiler | Kirchstraße (Karte)                         | Kern 17. Jahrhundert, später überformt | Saalkirche, hohe Rundbogenfenster, oktogonaler Westturm mit Haube, einschiffig, mit geradem Abschluss und flacher Decke, an zwei Seiten umlaufende Doppelempore mit integrierter Orgel, klassizistische Torpfeiler aus Granit, baugeschichtlich und ortsgeschichtlich von Bedeutung. Altarretabel: Abendmahl, Kreuzigung, Gethsemane, seitlich Petrus und Paulus, hölzerne Kanzel mit den vier Evangelisten und ihren Symbolen, Lutherbildnis, Taufstein. Evangelische Pfarrkirche. Schlichte Saalkirche. 1241 erstmals erwähnt. Erneuerungen 1693 und 1851, 1888 umfassende Erneuerung und Erhöhung des Kirchenschiffes. Restaurierungen 1956–59 und 1990–94. Verputzter Bau mit geradem Ostschluss, abgewalmtem Satteldach und Rundbogenfenstern. Quadratischer Westturm mit achteckigem Obergeschoss von 1693, mit weißen Ecklisenen und zweigliedriger Haube. Im Inneren flachgedeckt, schlichte eingeschossige Holzemporen an der West-, Nord- und Ostseite. Altar, um 1660. Zweigeschossiger hölzerner Aufbau. In der Predella gemalte Darstellung des Abendmahls, Hauptbild Kreuzigung zwischen braunmarmorierten gedrungenen Säulen. Hinter den Säulen in Nischen gemalte Darstellungen des Petrus und des Paulus. Kanzel, aus Holz, bemalt, am Korb Evangelistenbilder zwischen rahmenden Pfeilern mit Diamantquadern, um 1660. Schlichte kelchförmige Sandsteintaufe, 1. Hälfte 16. Jahrhundert, 1937 überarbeitet. Kleine Jehmlich-Orgel mit Freipfeifenprospekt, um 1930. | 09253377 |
| Weitere Bilder | Denkmal für die Gefallenen des Ersten Weltkrieges                       | Kirchstraße (an der Kirchhofsmauer) (Karte) | Nach 1918                              | Sandsteinmonolith mit Namenstafel, bekrönt von einer Adlerplastik, ortsgeschichtlich von Bedeutung | 09253376 |

### Ehemaliges Denkmal (Neukirch)
| Bild           | Bezeichnung                  | Lage                      | Datierung                                                             | Beschreibung | ID       |
| -------------- | ---------------------------- | ------------------------- | --------------------------------------------------------------------- | --- | -------- |
| Weitere Bilder | Wohnstallhaus und Torpfeiler | Kamenzer Straße 5 (Karte) | Bezeichnet mit 1890 (Wohnstallhaus); bezeichnet mit 1931 (Torpfeiler) | Putzbau mit Satteldach, für das Ortsbild wichtiges Grundstück in Ecklage, gegenüber Gasthof Neukirch und Kirche, baugeschichtlich von Bedeutung. Zwischen 2017 und 2024 aus der Denkmalliste gestrichen. | 09250500 |

## Gottschdorf
| Bild           | Bezeichnung                                       | Lage                   | Datierung | Beschreibung                                                                                   | ID       |
| -------------- | ------------------------------------------------- | ---------------------- | --------- | ---------------------------------------------------------------------------------------------- | -------- |
| Weitere Bilder | Denkmal für die Gefallenen des Ersten Weltkrieges | Friedensstraße (Karte) | Nach 1918 | Ortsgeschichtlich von Bedeutung, Granitmonolith mit granitenem Malteserkreuz, halbrunde Mauer. | 09253383 |

## Koitzsch
| Bild           | Bezeichnung | Lage                 | Datierung                    | Beschreibung | ID       |
| -------------- | ----------- | -------------------- | ---------------------------- | --- | -------- |
| Weitere Bilder | Auszugshaus | Poststraße 5 (Karte) | Türsturz bezeichnet mit 1830 | Eingeschossiger Putzbau, Giebel verbrettert, Granitgewände, weitgehend unverändert erhalten, baugeschichtlich und sozialgeschichtlich von Bedeutung. | 09250521 |

## Schmorkau
| Bild                                    | Bezeichnung | Lage                                                            | Datierung                                                                   | Beschreibung | ID       |
| --------------------------------------- | --- | --------------------------------------------------------------- | --------------------------------------------------------------------------- | --- | -------- |
| Weitere Bilder                          | Königlich-Sächsische Meilensteine (Sachgesamtheit); Meilenstein                                                                 | (200 m südlich Ortsausgang) (Karte)                             | 19. Jahrhundert                                                             | Verkehrsgeschichtlich von Bedeutung. | 09253404 |
| Weitere Bilder                          | Gefangenenfriedhof (Sachgesamtheit)                                                                                             | (südwestlich von Schmorkau an der Hoyerswerdaer Straße) (Karte) | Nach 1928 (Grabmal Erster Weltkrieg); nach 1945 (Grabmal Zweiter Weltkrieg) | Sachgesamtheit Gefangenenfriedhof für Gefallene und Kriegsgefangene aus dem Ersten und Zweiten Weltkrieg mit folgenden Einzeldenkmalen: Granitobelisk für französische Gefallene, Granitobelisk für die russischen Kriegsgefangenen, Denkmal mit Sockel und Sandsteinfigur für die serbischen Kriegsgefangenen sowie Denkmal für die Toten des Ersten und Zweiten Weltkrieges aus Italien, Frankreich und Belgien (siehe Einzeldenkmalliste - Obj. 09227154), Grüngestaltung (Gartendenkmal) und neuerer Gedenkstein für die Gefallenen des Ersten und Zweiten Weltkrieges aus Italien und Frankreich als Sachgesamtheitsteil; ortsgeschichtlich von Bedeutung. Gedenkstein: „Zum Gedenken an die Toten des I. und II. Weltkrieges aus Italien und Frankreich“, Marmorplatte. Ehrenfriedhof, angelegt von Gefangenen aus Italien, Frankreich, Russland und Serbien: ca. 400 m langer und 25 m breiter Grünstreifen mit Längs-Zentralachse und Rhododendronbüschen, auf der sich fünf Gedenksteine befinden (zwei Obelisken, ein Monolith und Skulptur eines liegenden Soldaten auf Postament, bezeichnet Delphant 1918 sowie neuerer Grabstein aus Italien, dieser kein Einzeldenkmal). Gefangenenfriedhof war bis Januar 2008 irrtümlich doppelt erfasst: Objekt 09253402 Königsbrück, Stadt – Truppenübungsgelände – gelöscht. | 09301586 |
| Weitere Bilder                          | Granitobelisk für französische Gefallene (Einzeldenkmal zu ID-Nr. 09301586)                                                     | (südwestlich von Schmorkau an der Hoyerswerdaer Straße) (Karte) | 1914                                                                        | Einzeldenkmal der Sachgesamtheit Gefangenenfriedhof für Gefallene und Kriegsgefangene aus dem Ersten und Zweiten Weltkrieg; ortsgeschichtlich von Bedeutung, pro patria „Les Prisonniers de Guerre de Königsbrück à leurs Frères d’Armes“ | 09227154 |
| Weitere Bilder                          | Granitobelisk für die russischen Kriegsgefangenen (Einzeldenkmal zu ID-Nr. 09301586)                                            | (südwestlich von Schmorkau an der Hoyerswerdaer Straße) (Karte) | Nach 1945                                                                   | Einzeldenkmal der Sachgesamtheit Gefangenenfriedhof für Gefallene und Kriegsgefangene aus dem Ersten und Zweiten Weltkrieg; ortsgeschichtlich von Bedeutung. Gedenkstein (Granitobelisk) für russische Gefallene des I. Weltkrieges mit Inschriften „Die russischen Kriegsgefangenen ihren Kameraden", "Errichtet von den Kriegsgefangenen selbst“ „Herr, lass meine Klage vor dich kommen! (Psalm 119, Vers 169)“, „Dehaye Arch.“, mit Einfriedung, ursprünglich mit vier Kantharoi, nur einer erhalten, aus Blei. | 09227154 |
| Weitere Bilder                          | Denkmal mit Sockel und Sandsteinfigur für die serbischen Kriegsgefangenen (Einzeldenkmal zu ID-Nr. 09301586)                    | (südwestlich von Schmorkau an der Hoyerswerdaer Straße) (Karte) | Nach 1918                                                                   | Einzeldenkmal der Sachgesamtheit Gefangenenfriedhof für Gefallene und Kriegsgefangene aus dem Ersten und Zweiten Weltkrieg; ortsgeschichtlich von Bedeutung. Denkmal „Die serbischen Kriegsgefangenen ihren Kameraden“, liegender Soldat in Uniform, bezeichnet mit „E. Delphant 18“, auf Sockel, vorn mit Wappen, Figur aus Sandstein, bemoost, Kopf, Hals und Brust schwer beschädigt. | 09227154 |
| Weitere Bilder                          | Denkmal für die Toten des Ersten und Zweiten Weltkrieges aus Italien, Frankreich und Belgien (Einzeldenkmal zu ID-Nr. 09301586) | (südwestlich von Schmorkau an der Hoyerswerdaer Straße) (Karte) | Nach 1945                                                                   | Einzeldenkmal der Sachgesamtheit Gefangenenfriedhof für Gefallene und Kriegsgefangene aus dem Ersten und Zweiten Weltkrieg; ortsgeschichtlich von Bedeutung, Denkmal (Granitmonolith) „Zum Gedenken an die Toten des 1. und 2. Weltkrieges aus Italien, Frankreich u. Belgien“ | 09227154 |
| Direkt Bild zu diesem Denkmal hochladen | Gedenkstein | (100 m südlich Ortsausgang) (Karte)                             | Nach 1914                                                                   | Granitstein mit Inschrift für während der Mobilmachung im August 1914 Verunglückte, ortsgeschichtlich von Bedeutung. Granitmonolith mit Eisernem Kreuz und Inschrifttafel, Inschrift: „In Ausübung seines Dienstes während der Mobilmachung fand hier am 5. August 1914 der Adjutant der Kommandantur des Truppenübungsplatzes Königsbrück, Herr Oberleutn. d. R. Herbert Nobe, 12. Inf.Reg. Nummer 177, seinen Tod. Mit ihm verunglückten 2 Unteroffiziere und 2 Mann der Wacht und des Arbeitskommandos der Kommandantur, von denen Soldat Klipphahn 3/177 am 12. 8. 14 seinen Verletzungen erlag.“, Gedenkstein war bis Januar 2008 doppelt erfasst, Objekt 09227155 Königsbrück Truppenübungsgelände gelöscht. | 09253403 |
| Weitere Bilder                          | Denkmal für sowjetische Gefallene des Zweiten Weltkrieges, mit Ehrenhain                                                        | Dresdner Straße (Karte)                                         | 1946                                                                        | Monolith aus rötlichen Platten, mit flachpyramidaler Bekrönung, Relief eines fünfzackigen Sterns, kyrillische Inschrift, dazu in die Wiese eingelassene Grabsteine, Grabstätte von 300 sowjetischen Kriegstoten, geschichtlich bedeutend. Sowjetischer Ehrenfriedhof, Ortsausgang an der F 97 In 41 Einzel- und sechs Gemeinschaftsgräbern ruhen 300 Gefallene der Frühjahrskämpfe 1945. Die Gräber tragen auf einem niedrigen Sockel Grabobeliske mit Sowjetstern. In der Mitte Denkmal: auf zweistufiger Plattform quadratischer Sockel, an der Vorderseite Tafel mit ehrendem Text. Darüber schmaler Obelisk, an der Vorderseite Sowjetstern. Material: Beton, Höhe ca. 550 cm. | 09253387 |
| Weitere Bilder                          | Esse | Dresdner Straße (am Teich) (Karte)                              | Um 1900                                                                     | Gelber Backstein, oberer Abschluss mit rotem Backstein ornamentiert, ortsgeschichtlich und ortsbildprägend von Bedeutung. | 09253386 |
| Weitere Bilder                          | Wohnmühlenhaus | Dresdner Straße 3 (Karte)                                       | Um 1910, Kern womöglich älter                                               | Mächtiger Putzbau mit Krüppelwalmdach und großer Hechtgaupe, mit zentralem, verbretterten Giebel, Fenster und Türen mit Granitgewände, baugeschichtlich und ortsgeschichtlich von Bedeutung. | 09253385 |
| Direkt Bild zu diesem Denkmal hochladen | Wohnhaus | Dresdner Straße 8 (Karte)                                       | 2. Hälfte 19. Jahrhundert                                                   | Obergeschoss Fachwerk, mit verbrettertem Giebel, Zeugnis ehemaliger ländlicher Konstruktionsweise, baugeschichtlich von Bedeutung, Fenster originale Größe, Erdgeschoss mit Winterfenstern. | 09253388 |
| Direkt Bild zu diesem Denkmal hochladen | Denkmal für die Gefallenen des Ersten Weltkrieges                                                                               | Hauptstraße (an der Kirchhofsmauer) (Karte)                     | Nach 1918                                                                   | In Mauerrundnische Helm auf beschriftetem Sockel, im Rund der Einfriedung zehn Tafeln mit Namen der Gefallenen, ortsgeschichtlich von Bedeutung. | 09253391 |
|                                         | Evangelische Pfarrkirche und Kirchhof                                                                                           | Hauptstraße (Karte)                                             | Im Wesentlichen 1774                                                        | Saalkirche, Putzbau mit schmalen Rundbogenfenstern, Westturm, baugeschichtlich und ortsgeschichtlich von Bedeutung, innen doppelte Empore, barocker Kanzelaltar, Reste der Ausstattung von Kandler 1903: Fußboden, Sakristei, Farbglasfenster von Urban, Orgel 1903. Einfache Saalkirche. 1773/74 unter Einbeziehung älterer Teile erbaut. Turm von Carl August Richard Ehring aus Königsbrück erst 1869. Umfassende Erneuerung 1903 durch Woldemar Kandler. Restaurierungen 1957–59 und 1994/95, dabei Wiederherstellung der barocken Raumfassung. Putzbau mit 3/8-Ostschluss, abgewalmtes Satteldach. An der Nordseite die alte Sakristei, neuer Sakristeianbau im Osten von 1903. Schmale Rundbogenfenster in ungleichmäßiger Reihung. Neugotischer quadratischer Turm, im Obergeschoss achteckig mit hoher Pyramidenspitze. Am Turm Rundbogenportal mit breitem Keramikgewände. Im Inneren flachgedeckt, zweigeschossige schlichte Emporen auf Holzsäulen an der Nord- und Südseite, Orgelempore an der Westseite. Im Chorraum an der Nordseite Tür zur alten Sakristei mit profiliertem Rundbogengewände, wohl von 1679. Der Kanzelaltar aus Holz von 1703, schmiegt sich seit dem Umbau 1903 eng der Ostwand an. Die schlichte Kanzel von rotmarmorierten Säulen auf hohen Postamenten flankiert, darüber verkröpftes Gebälk mit geschweiftem Aufsatz und Gottesauge, seitlich sparsame Voluten. Hölzerner Tauftisch auf Voluten, aus der gleichen Zeit. Pneumatische Jehmlich-Orgel, 1903. | 09253392 |
| Weitere Bilder                          | Herrenhaus und drei große Wirtschaftsgebäude des ehemaligen Rittergutes                                                         | Hauptstraße 2a (Karte)                                          | Giebelaufsatz bezeichnet mit 1898 (Herrenhaus)                              | Herrenhaus als historistischer Bau in Formen der deutschen Neorenaissance, baugeschichtlich und ortsgeschichtlich von Bedeutung, Herrenhaus mit Giebelaufsätzen und Turm, mit Thermenfenstern, Zierfachwerk, Biberschwanzdeckung Fenster originale Größe, gesprosst, insgesamt ausgeprägte Stilmischung, Wirtschaftsgebäude mit Bogen über den Eingängen, zum Teil mit Deutschem Band | 09253390 |
| Direkt Bild zu diesem Denkmal hochladen | Wohnstallhaus | Hauptstraße 11 (Karte)                                          | Um 1800                                                                     | Obergeschoss Fachwerk, im Giebel verputzt, mit kleinem Krüppelwalm, giebelständig zur Straße und konstitutiver Bestandteil der Dorfstruktur, Zeugnis traditioneller ländlicher Bauweise, baugeschichtlich von Bedeutung, Fenster Obergeschoss in originaler Größe. | 09253389 |
| Direkt Bild zu diesem Denkmal hochladen | Pfarrhaus, Seitengebäude, Taufstein und Einfriedungsmauer mit Toreinfahrt eines Pfarrhofes                                      | Hauptstraße 23 (Karte)                                          | 18. Jahrhundert                                                             | Pfarrhaus breit gelagerter Putzbau mit Satteldach und Korbbogenportal, Seitengebäude verputzter Bruchsteinbau mit hohem Satteldach, Taufstein im Hof, Trockenmauer als Einfriedung, baugeschichtlich und ortsgeschichtlich von Bedeutung, Taufstein (Sandstein) womöglich Spät-Mittelalter. | 09304080 |
| Direkt Bild zu diesem Denkmal hochladen | Ausgedingehaus | Hauptstraße 24 (Karte)                                          | Um 1850                                                                     | Obergeschoss Fachwerk, Krüppelwalmdach, an ortsbildprägender Stelle gelegen, Zeugnis der in der Gegend selten werdenden Fachwerk-Bauweise, baugeschichtlich von Bedeutung, alte Biberschwanzdeckung, Fenster originale Größe. | 09253395 |
| Direkt Bild zu diesem Denkmal hochladen | Scheune | Hauptstraße 37 (zu) (Karte)                                     | 19. Jahrhundert                                                             | Mit Lehmausfachung und Schrotholzteilen, aufwendige Zapfung, Zeugnis traditioneller ländlicher Holzbauweise, baugeschichtlich und ortsbildprägend von Bedeutung. | 09253394 |
| Direkt Bild zu diesem Denkmal hochladen | Nördlicher Teil eines Wohnstallhauses                                                                                           | Kurze Straße 4 (Karte)                                          | 1. Hälfte 19. Jahrhundert                                                   | Obergeschoss Fachwerk, im Giebel verbrettert, Frackdach, baugeschichtlich von Bedeutung, alte Biberschwanzdeckung, hinterer Teil Neubau. | 09253401 |
| Direkt Bild zu diesem Denkmal hochladen | Scheune | Mittelstraße 6 (Karte)                                          | 2. Hälfte 19. Jahrhundert                                                   | Fachwerk mit Lehmausfachung und Schrotholzteilen, baugeschichtlich von Bedeutung, gleicher Bautyp wie Scheune Hauptstraße 37. | 09253398 |
| Direkt Bild zu diesem Denkmal hochladen | Wohnstallhaus | Mittelstraße 8 (Karte)                                          | Um 1850                                                                     | Obergeschoss Fachwerk, im Giebel verputzt, sonst teils verbrettert, Krüppelwalmdach, Zeugnis traditioneller ländlicher Holzbauweise, baugeschichtlich von Bedeutung, Fenster im Obergeschoss geringfügig, im Erdgeschoss teils stark verändert. | 09253397 |
| Direkt Bild zu diesem Denkmal hochladen | Wohnhaus | Mittelstraße 14 (Karte)                                         | Um 1850                                                                     | Obergeschoss und Giebel Fachwerk, baugeschichtlich von Bedeutung, Fenster in originaler Größe. | 09253396 |
| Direkt Bild zu diesem Denkmal hochladen | Wohnhaus | Rosenweg 12 (Karte)                                             | 1. Hälfte 19. Jahrhundert                                                   | Obergeschoss Fachwerk, Krüppelwalmdach. gut erhaltenes Zeugnis traditioneller ländlicher Holz-Bauweise, baugeschichtlich von Bedeutung, Fenster in originaler Größe. | 09253400 |
| Direkt Bild zu diesem Denkmal hochladen | Wohnstallhaus | Wiesenweg 5 (Karte)                                             | Um 1800                                                                     | Obergeschoss Fachwerk, an der Längsseite verputzt, Giebel verbrettert, weitgehend ursprünglich erhalten, baugeschichtlich von Bedeutung, Fenster originale Größe, hinterer Teil zur Garage umgebaut. | 09253399 |

## Weißbach
| Bild           | Bezeichnung                              | Lage                                                              | Datierung                 | Beschreibung | ID       |
| -------------- | ---------------------------------------- | ----------------------------------------------------------------- | ------------------------- | --- | -------- |
| Weitere Bilder | Zwei Mord- und Sühnekreuze               | (südwestlich von Weißbach an der Straße nach Königsbrück) (Karte) | 15.–17. Jahrhundert       | Granit, ortsgeschichtlich von Bedeutung, Steinkreuze bis Januar 2008 doppelt erfasst, Objekt 09227219 Königsbrück gelöscht. | 09253381 |
| Weitere Bilder | Wegestein                                | (Ortsausgang Richtung Königsbrück) (Karte)                        | 19. Jahrhundert           | Verkehrsgeschichtlich von Bedeutung, sich nach oben verjüngende, monolithische Granitstele, mit Sockel und flachpyramidalem Abschluss. | 09253380 |
| Weitere Bilder | Wohnhaus und Scheune eines Zweiseithofes | Dorfstraße 35 (Karte)                                             | 1. Hälfte 19. Jahrhundert | Wohnhaus Obergeschoss Fachwerk, seitlich verbrettert, Giebel verschalt, Scheune Fachwerk, Giebel verbrettert, Hof gehört zu den wenigen Überresten der Holzbauweise in der Gegend, erhaltene Hofstruktur, baugeschichtlich und wirtschaftsgeschichtlich von Bedeutung, Fenster originale Größe, gesprosst. | 09253407 |
| Weitere Bilder | Wohnhaus                                 | Dorfstraße 41 (Karte)                                             | Ende 19. Jahrhundert      | Ehemaliges Gemeindeamt, Putzbau mit übergiebeltem Mittelrisalit und Drempelzone, Walmdach, baugeschichtlich von Bedeutung, zweigeschossig, Wohnhaus besitzt nur Hausnummer 41. | 09253408 |

## Tabellenlegende
- Bild: Bild des Kulturdenkmals, ggf. zusätzlich mit einem Link zu weiteren Fotos des Kulturdenkmals im Medienarchiv Wikimedia Commons. Wenn man auf das Kamerasymbol klickt, können Fotos zu Kulturdenkmalen aus dieser Liste hochgeladen werden:
- Bezeichnung: Denkmalgeschützte Objekte und ggf. Bauwerksname des Kulturdenkmals
- Lage: Straßenname und Hausnummer oder Flurstücknummer des Kulturdenkmals. Die Grundsortierung der Liste erfolgt nach dieser Adresse. Der Link (Karte) führt zu verschiedenen Kartendiensten mit der Position des Kulturdenkmals. Fehlt dieser Link, wurden die Koordinaten noch nicht eingetragen. Sind diese bekannt, können sie über ein Tool mit einer Kartenansicht einfach nachgetragen werden. In dieser Kartenansicht sind Kulturdenkmale ohne Koordinaten mit einem roten bzw. orangen Marker dargestellt und können durch Verschieben auf die richtige Position in der Karte mit Koordinaten versehen werden. Kulturdenkmale ohne Bild sind an einem blauen bzw. roten Marker erkennbar.
- Datierung: Baubeginn, Fertigstellung, Datum der Erstnennung oder grobe zeitliche Einordnung entsprechend des Eintrags in der sächsischen Denkmaldatenbank
- Beschreibung: Kurzcharakteristik des Kulturdenkmals entsprechend des Eintrags in der sächsischen Denkmaldatenbank, ggf. ergänzt durch die dort nur selten veröffentlichten Erfassungstexte oder zusätzliche Informationen
- ID: Vom Landesamt für Denkmalpflege Sachsen vergebene, das Kulturdenkmal eindeutig identifizierende Objekt-Nummer. Der Link führt zum PDF-Denkmaldokument des Landesamtes für Denkmalpflege Sachsen. Bei ehemaligen Kulturdenkmalen können die Objektnummern unbekannt sein und deshalb fehlen bzw. die Links von aus der Datenbank entfernten Objektnummern ins Leere führen. Ein ggf. vorhandenes Icon  führt zu den Angaben des Kulturdenkmals bei Wikidata.